# Ibak Khan
Ibak Khan fou kan xibànida de Sibèria. Khuandemir el considera fill d'Hajji Muhammad Khan, però segons Abu l-Ghazi Khan era en realitat el net, i fill de Mahmudek; no obstant pel nombre de generacions, en aquest cas és més probable la versió de Khuandemir.
Va combatre amb el fill de Abu l-Khayr dels uzbeks (kan de Sibèria vers 1529 fins a mitjan segle), Shaykh Haydar Khan, al que va derrotar i va forçar als nets d'Abu l-Khayr, Muhàmmad Xibani i Mahmud a fugir a Astracan amb Kasim Khan I (1476-1495), on Ibak els va assetjar aliat a Ahmad Khan I de l'Horda d'Or (1465-1481), que era oncle de Kasim.
El 1481 en aliança als nogais Musa i Yamgurchi, va atacar i matar Ahmad Khan I de l'Horda d'Or, que sembla que havia donat suport als descendents d'Abu l-Khayr. Les històries russes l'esmenten com a tsar de Sheiban o Nogai. Es considerava amb més dret al tron de l'Horda d'Or que Ahmad Khan II. Tractava com igual al tsar Ivan el Terrible. Hauria estat reconegut com a kan principal per diversos kan de clan i tribu de Sibèria i pels baixkirs.
A la saga sobre l'origen del Kanat de Sibèria, se l'esmenta com Upak tsar, de Kazan, i es diu que la seva germana es va casar amb Mar Khan de la família rival dels taibúguides, al que després va matar i es va apoderar del kanat de Sibèria. Fou aquesta conquesta la que li va valer per part dels russos el títol de tsar de Tiumén. Sembla que també va exercir algun tipus d'influència sobre el Kanat de Kazan on en aquest temps s'enfrontaven els germans Ali o Ilham Khan (1479-1485 i 1486-1487) i Muhammad Amin Khan (1485-1486 i 1487-1495) posats al tron successivament pels russos; el 1487 Ibak i els nogais Muza i Yamgurchi, i l'esposa del darrer, van demanar al gran príncep de Moscou demanant l'alliberament d'Ilham però el tsar s'hi va negar.
Va morir en data desconeguda no gaire llunyana del 1493. Segons la Saga hauria estat mort per Mahmut Khan, net de Mar Khan, que a la mort del seu avi a mans d'Ibak (quan es va apoderar del kanat) es va refugiar a la regió de l'Irtish on va establir una nova ciutat, però vers 1493 va retornar i va matar Ibak, recuperant el kanat. Abu l-Ghazi Khan no obstant sembla indicar que el seu fill Murtaza Khan el va succeir.